# Inesita
La inesita és un mineral de la classe dels silicats. Rep el seu nom del terme grec per fibres de carn, en al·lusió al seu color i hàbit.

## Característiques
La inesita és un inosilicat de fórmula química Ca₂Mn²⁺₇Si₁₀O₂₈(OH)₂(H₂O)₅. Cristal·litza en el sistema triclínic. La seva duresa a l'escala de Mohs es troba entre 5,5 i 6.
Segons la classificació de Nickel-Strunz, la inesita pertany a «09.DL - Inosilicats amb 5 cadenes dobles periòdiques, Si10O28» juntament amb la piergorita-(Ce).

## Formació i jaciments
Va ser descoberta l'any 1887 a la mina Hilfe Gottes, a Oberscheld, Dillenburg (Hessen, Alemanya). Se n'ha trobat a tots els continents excepte a l'Antàrtida. Als territoris de parla catalana se n'ha trobat inesita únicament a la pedrera Aymar, a Gualba (Vallès Oriental, Barcelona).